# Carmen Blanco
Pour les articles homonymes, voir Blanco.
Carmen Blanco, née en 1954 à Lugo en Galice, est une écrivaine galicienne engagée particulièrement attachée au combat pour la condition des femmes. Elle enseigne actuellement littérature galicienne à l'université de Saint-Jacques-de-Compostelle. Carmen Blanco assure également, en collaboration avec Claudio Rodríguez Fer, la coordination des cahiers interculturels et libertaires Unión Libre. Cadernos de vida e culturas et la Asociación para a Dignificación das Vítimas do Fascismo.

## Étude et essai
- Conversas con Carballo Calero (Vigo, Galaxia, 1989)
- Literatura galega da muller (Vigo, Xerais, 1991)
- Carballo Calero: política e cultura (Sada, Do Castro, 1991)
- Escritoras galegas (Saint-Jacques-de-Compostelle, Compostela, 1992)
- Libros de mulleres (Vigo, Do Cumio, 1994)
- O contradiscurso das mulleres (Vigo, Nigra, 1995, El contradiscurso de las mujeres, Vigo, Nigra, 1997)
- Nais, damas, prostitutas e feirantas (Vigo, Xerais, 1995)
- Mulleres e independencia (Sada, Do Castro, 1995)
- Luz Pozo Garza: a ave do norte (Ourense, Linteo, 2002)
- Alba de mulleres (Vigo, Xerais, 2003)
- Sexo e lugar (Vigo, Xerais, 2006)
- María Mariño. Vida e obra (Vigo, Xerais, 2007)
- Casas anarquistas de mulleres libertarias (La Corogne-Saint-Jacques-de-Compostelle, CNT, 2007)
- Uxío Novoneyra (Vigo, A Nosa Terra, 2009)
- Novoneyra: un cantor do Courel a Compostela. O poeta nos lugares dos seus libros (Noia, Toxosoutos, 2010)
- Feministas e libertarias (Santiago de Compostela, Meubook, 2010)
- Letras lilas (Lugo, Unión Libre, 2019)

## Poésie
- Estraña estranxeira (La Corogne, Biblioteca Virtual Galega, 2004)
- Un mundo de mulleres (Biblos, 2011)
- Lobo amor (Unión Libre, 2011)

## Nouvelle et roman
- Vermella con lobos (Vigo, Xerais, 2004)
- Atracción total (Vigo, Xerais, 2008)

## Édition et introduction
- Xosé Luís Méndez Ferrín, Con pólvora y magnolias (Vigo, Xerais, 1989)
- Uxío Novoneyra, Os eidos (Vigo, Xerais, 1990)
- Ricardo Carvalho Calero, Uma voz na Galiza (Barcelona, Sotelo Blanco 1992)
- Luz Pozo Garza, Códice Calixtino (Vigo, Xerais, 1992)
- Luz Pozo Garza, Historias fidelísimas (Ourense, Linteo, 2003)
- Luz Pozo Garza, Memoria solar (Ourense, Linteo, 2004)
- Extranjera en su patria. Cuatro poetas gallegos. Rosalía de Castro. Manuel Antonio. Luís Pimentel. Luz Pozo Garza (Barcelona, Círculo de Lectores / Galaxia Gutenberg, 2005)
- Día das Letras Galegas 2007. María Mariño Carou (université de Saint-Jacques-de-Compostelle 2007)